# Anna Diamantopoulou
Anna Diamantopoulou (en griego Άννα Διαμαντοπούλου, nacida en 1959 en Kozani) es una parlamentaria griega por el Movimiento Socialista Panhelénico (PASOK). Fue Ministra de Educación, Educación permanente y Asuntos Religiosos de Grecia.
Formó parte, entre 1999 y 2004, de la Comisión Prodi, como Comisaria Europea de Empleo y Asuntos Sociales sustituyendo a Pádraig Flynn.
Afiliada al PASOK desde 1984 se convierte en la alcaldesa más joven de su país al aceptar el cargo de Alcalde de Kastoriá. En 1986 abandona ese puesto para convertirse en Secretaria General de Educación y Juventud, pasando en 1993 a la secretaría de Industria. En 1996 entra en el parlamento por la circunscripción de su ciudad natal, logrando el cargo de Ministra de Reformas Industriales y Privatizaciones. En 1999 abandona el ministerio para formar parte de la Comisión Europea, órgano ejecutivo de la Unión Europea, liderada entonces por el italiano Romano Prodi. En marzo de 2004 deja la comisión para volver a su cargo de diputada aunque esta vez en la oposición.